# Gustav Carl Gotlieb Bodcher
Gustav Carl Gotlieb Bodcher (ur. 11 sierpnia 1836 we wsi Gross Warksow k. Puttbus na wyspie Rugii, zm. 16 sierpnia 1899 w Halberstadt (RFN) – burmistrz Królewskiej Huty (obecnie Chorzów) w latach 1872-75.

## Życiorys
Ukończył szkołę średnią - Pedagogium (Kgl. Padagogium) w Putbus, a następnie prawo, po studiach na uniwersytetach w Greifswald i w Berlinie. Do 1862 pracował jako praktykant sądowy w Sądzie Miejskim w Berlinie. Po zdanym egzaminie państwowym pracował w Sądach Powiatowych w Greifswald oraz Naumburgu, także jako asesor sądu apelacyjnego.
Po rezygnacji z pracy w sądownictwie, pracował jako syndyk miejski i zastępca burmistrza w Gorzowie nad Wartą (1868-72).
Od lipca 1872 był burmistrzem Królewskiej Huty (obecnie Chorzów), wprowadzonym na urząd przez prezydenta rejencji opolskiej von Hagemeister'a. Jedną z pierwszych decyzji było przejęcie przez miasto prywatnej szkoły męskiej, którą przekształcono później w Gimnazjum Klasyczne. Po roku miasto przejęło także dwie klasy szkolne dla uczniów żydowskich. Wybrukowano najważniejsze ulice miasta, obecne Wolności, Katowickiej i 3 Maja. Tego samego roku otwarty został katolicki szpital, w którym posługiwały zakonnice - Zakład św. Jadwigi przy obecnej ul. Katowickiej.
W 1873 roku rozpoczął działalność Związek Kombatantów, przedszkole (tzw. freblówka) oraz ekspedycja pocztowa. Burmistrz zainicjował też powstanie ochotniczej straży pożarnej. Tego samego roku burmistrz został członkiem komisji stypendialnej dla uczniów średniej szkoły męskiej oraz członkiem bytomskiego sejmiku powiatowego (Kreistag).
W 1874 roku nawet epidemia cholery nie powstrzymała aktywności władz miasta. Wybudowano na rynku ratusz miejski według projektu Benno Grotschela. Na wydzierżawionej od Spółki Brackiej Górze Redena urządzono powiększony park miejski. Był drugim parkiem, po powstałym rok wcześniej (istniejącym do dzisiaj) Parku Hutniczym, zorganizowanym przez dyrekcję huty. Tego roku powstał także miejski urząd stanu cywilnego. Powołano pierwszego miejskiego budowniczego oraz wprowadzono urzędowe nazwy ulic, oznaczając je stosownymi tabliczkami. Na początku tego roku burmistrz został także demokratycznie wybrany do kierowania Radą Kościelną parafii ewangelickiej w mieście.
W 1875 roku burmistrz był współzałożycielem związku miast górnośląskich (Oberschesischer Stadtetag) z rejencji opolskiej. Zakończono brukowanie rynku i głównych ulic miasta. Wybudowany został gmach nowej szkoły przy obecnej ul. Zjednoczenia (obecnie mieści zespół przychodni). Tego roku zakończyła się także trzyletnia budowa szpitala miejskiego przy obecnej ul. Powstańców (obecnie siedziba Muzeum w Chorzowie).
Burmistrz był ewangelikiem, członkiem rady kościelnej parafii ewangelickiej. Jednak to za jego kadencji w mieście wybudowano żydowską synagogę oraz kościół katolicki św. Jadwigi.
W czerwcu 1875 roku Rada Miejska Halberstadt wybrała go burmistrzem tego miasta. Opuścił Królewską Hutę i sprawował funkcję burmistrza Halberstadt przez dwie dwunastoletnie kadencje. W 1899 roku został wybrany na trzecią kadencję, ale przed objęciem po raz kolejny tego urzędu zmarł. Został pochowany w Halberstadt na cmentarzu miejskim. W 1913 roku jedną z ulic przemianowano na Bodcherstrasse (nazwa zachowała się do dzisiaj).

## Odznaczenia
Odznaczony w 1897 Orderem Korony (Kronenorden) III klasy.